# 1000 (číslo)
Tisíc (1000) je přirozené číslo, za nímž následuje číslo 1001 a jemuž předchází číslo 999.

## Matematika
- V desítkovém zápise je jeden tisíc jako:
  - 1000 – jednička následovaná třemi nulami, ve všeobecném zápisu,
  - 1 000 – jednička následovaná oddělovačem řádů a třemi nulami, ve formátovaném zápisu,
  - 1 ⋅ 10³ – ve vědeckém normalizovaném exponenciálním zápisu,
  - 1 E+3 – ve vědeckém E-zápisu.
- SI předpona pro tisíc je kilo-, oficiálně zkracovaná jako k – například metr a jeho zkratka m, kilometr a km označující tisíc metrů atd.
- V technických textech se používá i jiný zápis tisíců písmenem „k“, typicky při značení rezistorů. Tedy například se uvádí 30k namísto 30 000 Ω, což vzešlo ze zápisu 30 kΩ. Obdobně pak k1 znamená 100 Ω a 1k2 znamená 1 200 Ω.
- Neformálně byl zkrácený zápis převzat i do dalších oborů, stále však s technickým vlivem:
  - do označení letopočtů, opět z technického žargonu: například problémy Y2k a Y2k38.
  - do technických kalkulací nákladů, například „Skládáme sestavu za 30k“,[1] pro tisíce Kč.
    - Hovorově se však jako kilo označuje 100 Kč.

## Kalendář
- Tisíciletí má 1000 roků. Rok 1000 je poslední v prvním tisíciletí našeho letopočtu

Často je ale mylně na základě podobnosti (shoda v počáteční číslici a v počtu míst čísla) přiřazován do 2. tisíciletí.

## Astronomie
- (1000) Piazzia je planetka hlavního pásu, kterou objevil v roce 1921 Karl Wilhelm Reinmuth

## Kultura
- V hudbě: Thousand (anglicky: tisíc) je píseň od Mobyho z roku 1993
- Jinou známou písní je Tisíc mil

## Hovorový jazyk
V české hovorové mluvě se někdy pod pojmem 1 litr uvádí 1000 Kč. Podobně má stejný význam hadr, klacek, papír, tác, talíř.[zdroj⁠?!]

## Roky
- 1000
- 1000 př. n. l.